# Elachistocleis haroi
Elachistocleis haroi é uma espécie de anfíbio anuro da família Microhylidae. Está presente na Argentina. A UICN classificou-a como quase ameaçada.